# شهرستان اوکتیابرسکی (سرزمین پریمورسکی)
شهرستان اوکتیابرسکی (به لاتین: Oktyabrsky District) یک شهرستان در روسیه است که در سرزمین پریمورسکی واقع شده‌است.